# Liste des entreprises cotées à la ISE
Voici la liste des entreprises cotées à la bourse de Dublin (en anglais, Irish Stock Exchange et abrégé en ISE)
- Haut – A
- B
- C
- D
- E
- F
- G
- H
- I
- J
- K
- L
- M
- N
- O
- P
- Q
- R
- S
- T
- U
- V
- W
- X
- Y
- Z

## A
- Abbey
- Aer Lingus
- AGI Therapeutics
- Allied Irish Banks
- Aminex
- Amarin Corporation
- Anglo Irish Capital
- Aryzta (anciennement IAWS Group)
- Aviva

## B
- Bank of Ireland
- Blackrock International Land

## C
- CRH
- C&C Group
- CPL Resources
- Calyx Group

## D
- DCC
- Dragon Oil

## E
- Élan Corporation

## G
- Gartmore Irish Growth Fund
- Getmobile Europe
- Glanbia
- Glencar Mining
- Grafton Group
- Greencore Group

## H
- Horizon Technology Group

## I
- I.W.P. International
- Icon
- IFG Group
- Independent News & Media
- IONA Technologies
- Irish Continental Group
- Irish Estates
- Irish Life and Permanent
- ISEQ Exchange Traded Fund

## K
- Kenmare Resources
- Kerry Group
- Kingspan Group

## L
- Lapp Plats

## M
- McInerney Holdings
- Minmet
- Mosney Irish Holidays

## N
- Newcourt Group
- Norkom Group

## O
- Oakhill Group
- Oglesby & Butler
- Ormonde Mining
- Ovoca Gold

## P
- Paddy Power
- Providence Resources

## Q
- Qualceram Shires

## R
- Readymix
- Real Estate Opportunities
- Ryanair Holdings

## S
- South Wharf
- Sunflower Fine Art
- Smurfit Kappa

## T
- Tesco
- Thirdforce
- Trinity Biotech
- Tullow Oil

## U
- Ulster Television
- Unidare
- United Drug

## V
- Viridian Group
- Vislink

## W
- Waterford Wedgwood